# Роберт Габек
Роберт Габек (нім. Robert Habeck; нар. 2 вересня 1969, Любек) — німецький політик та письменник. Віцеканцлер Німеччини та Федеральний міністр економіки та захисту клімату в уряді Олафа Шольца з 8 грудня 2021 року. З 27 січня 2018 до 29 січня 2022 року разом із Анналеною Бербок очолював Союз 90/Зелені.
2009 року Габек вперше пройшов до ландтагу землі Шлезвіґ-Гольштейн за земельними списками «Зелених» та став головою фракції партії. На виборах 2012 року він був головним кандидатом від своєї партії. До 2017 року Габек обіймав посаду заступника міністр-президента та міністра енергетики, сільського господарства, навколишнього середовища та земельних ділянок в уряді Торстена Альбіга. Після земельних виборів 2017 року Габек був знову обраним заступником міністр-президента та міністром енергетики, сільського господарства, навколишнього середовища, природи та цифрових технологій в уряд Ґюнтера. У зв'язку з обранням Габека головою федеральної партії зелених, він обіймав цю міністерську посаду лише тимчасово. З вересня 2018 року його наступником на пост міністра став Ян Філіпп Альбрехт, а з лютого 2018 заступницею міністр-президента стала Моніка Гайнольд. Габек належить до політичного крила «Realo» Союзу 90/Зелених.

## Біографія
Габек закінчив абітуру 1989 року в школі ім. Гайнріха Гайне в Гайкендорфі, у районі Плен. Після проходження альтернативної служби 1991 року Габек розпочав навчання з філософії, германістики та філології у Фрайбурзькому університеті після проміжних іспитів у 1992—1993 роках також навчався в Університеті Роскілле в Данії.
1996 року Габек здобув магістерський науковий ступінь у Гамбурзькому університеті, написавши трактат про вірші Казимира-Ульріха Белендорфа (1775—1825), на основі якого роком пізніше видав книгу. З 1996 до 1998 року Габек працював над аспірантською роботою у Гамбурзькому університеті, 2000 року здобув науковий ступінь доктора філософії, захистивши роботу про літературну естетику.
1996 року Габек одружився з письменницею Андреа Палух. Після народження сина 1999 року в пари народилися близнята, сім'я переїхала до Люнебурга, а 2001 року — до Фленсбурга. Габек вільно розмовляє данською мовою.

## Політична діяльність

### Початок у комунальній політиці

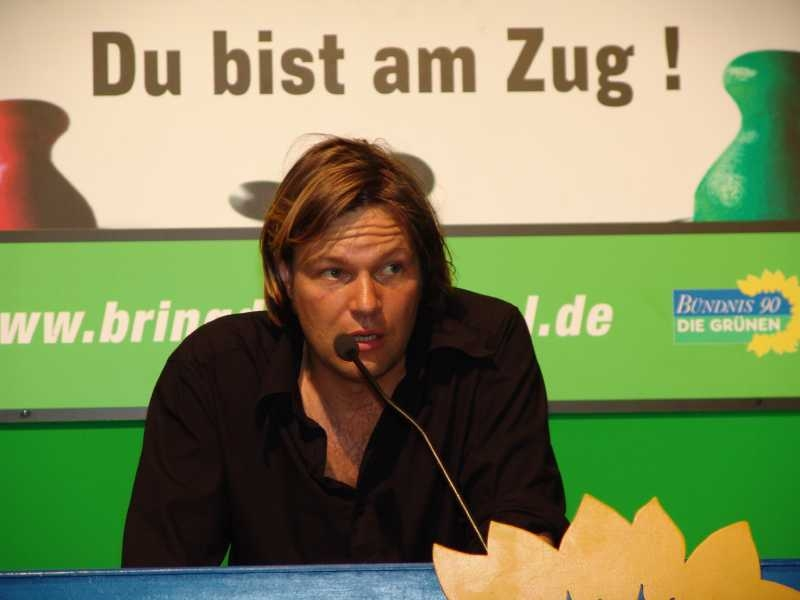
Роберт Габек, 2005 рік

2002 року Габек вступив у партію Союз 90/Зелені. З 2002 до 2004 року він був головою округу Шлезвіг-Фленсбург, а 2004 року його обрали головою земельного відділення партії у Шлезвіґ-Гольштейні. 2006 року Габек висував свою кандидатуру у федеральну раду правління партії, але зазнав поразки. 2008 року він був головним кандидатом від Зелених на комунальних виборах в окрузі Шлезвіг-Фленсбург та зі серпня того ж року став головою фракції у раді Шлезвіг-Фленсбургу.

### Головний кандидат на виборах до ландтагу в 2009 та 2012 роках
2009 року Роберта Габека та Моніку Гайнольд обрали головними кандидатами на вибори до ландтагу землі Шлезвіг-Гольштейн. Після виборів Габек очолив фракцію зелених у ландтазі. На виборах до ландтагу 2012 року він був знову головним кандидатом від своєї партії.

### Земельний міністр (2012—2018)
Після виборів 2012 року Габек обіймав посаду заступника міністр-президента та міністра енергетики, сільського господарства, навколишнього середовища та земельних ділянок в уряді Торстена Альбіга. Після створення коаліції «Ямайка» з представників ХДС, ВДП та Зелених у ландтаг землі Шлезвіг-Гольштейн, 28 червня 2017 року Роберт Габек був знову обраний міністром енергетики, сільського господарства, навколишнього середовища, природи та цифрових технологій в уряді Ґюнтера. Протягом свого перебування на посаді він продовжував обстоювати розширення використання відновлюваної енергетики. Встановлена потужність відновлюваних джерел енергії у Шлезвіг-Гольштейні збільшилася з 5,3 гігават 2012 року до 10,1 гігават у 2016 році. Крім того, унаслідок відмови уряду припинили будівництво запланованої вугільної електростанції Брунсбюттель. У травні 2018 року Габек подав заяву про відставку, тому що згідно зі статутом партії Союз 90/Зелені, він міг суміщати міністерську посаду тільки протягом перехідного періоду — восьми місяців. Цей крок став можливим лише завдяки зміні статуту, яку ухвалили на з'їзді Зелених у січні 2018 року на користь кандидатури Габека. 31 серпня 2018 року Габек подав у відставку з уряду землі Шлезвіг-Гольштейн. Він також залишив свою посаду в ландтазі.

### Головний кандидат на вибори до Бундестагу 2017 року
У травні 2015 року Габек заявив, що він буде балотуватися на попередніх виборах Зелених як головний кандидат на парламентські вибори до Бундестагу 2017 року. У квітні 2016 року він виголосив свою промову на посаду голови федеральної ради правління на земельному партійному з'їзді Зелених у Ноймюнстері у квітні 2016 року. На виборах у засобах масової інформації Габек вважався аутсайдером, проте отримав 35,74 % голосів та з невеликим відривом програв Джему Оздеміру, який отримав перемогу, набравши 35,96 % голосів.
Після парламентських виборів 2017 року Габек був учасником переговорів із створення коаліції «Ямайка», які завершилися провалом через відмову Вільної демократичної партії.

### Голова партії
27 січня 2018 року Роберта Габека та Анналену Бербок обрали федеральними очільниками партії Союз 90/Зелені.

## Нагороди
- 1996: Нагорода за літературні переклади міста Гамбурга
- 1999: Стипендія Brecht-Haus, Свендборґ
- 2002: Нагорода за найкращий сценарій землі Шлезвіг-Гольштейн
- березень 2007: Номінація книжки «Два шляхи в літо» на німецьку нагороду за найкращу книжку для молоді
- липень 2007: Книжка місяця у списку найкращих книжок на німецькому радіо «Deutschlandfunk»
- 2007: Книжка «Під водостоком лежить море» — фаворитка журі Лейпцизького книжкового ярмарку в категорії «Література для молоді»